# مطار دايتونا بيتش الدولي
مطار دايتونا بيتش الدولي (بالإنجليزية: Daytona Beach International Airport)‏ ( IATA : DAB، إيكاو : KDAB، FAA LID : DAB) هو مطار دولي يقع في الولايات المتحدة. يبعد ثلاثة أميال (5 كلم) إلى الجنوب الغربي من مدينة دايتونا بيتش في مقاطعة فوليزيا، في ولاية فلوريدا، بجوار حلبة سباق دايتونا الدولية. المطار لديه 3 مدارج، وستة بوابات للمحطات المحلية، وبوابة محطة دولية. ومطار دايتونا بيتش هو مقر جامعة امبري ريدل للطيران.

## شركات الطيران والوجهات
| شركـات طيـران           | الوجهات | Refs  |
| ----------------------- | --- | ----- |
| الخطوط الجوية الأمريكية | مطار شارلوت دوغلاس الدولي                                                                                    | [ 2 ] |
| إمريكان إيغل            | مطار شارلوت دوغلاس الدولي موسمي: مطار دالاس فورت ورث الدولي، مطار فيلادلفيا الدولي، مطار رونالد ريغان الوطني | [ 2 ] |
| Avelo Airlines          | New Haven (CT) ‏، Wilmington (DE) ‏                                                                            | [ 3 ] |
| خطوط دلتا الجوية        | مطار هارتسفيلد جاكسون                                                                                        | [ 4 ] |

| خريطة الوجهات بالمطار |
| --- |
| Daytona Beach مطار شارلوت دوغلاس الدولي مطار هارتسفيلد جاكسون مطار دالاس فورت ورث الدولي مطار فيلادلفيا الدولي مطار رونالد ريغان الوطني New Haven (CT) ‏ Wilmington (DE) ‏ الوجهات المحلية من المطار · أحمر =الرحلات المنتظمة · أخضر = الرحلات الموسمية · أزرق = الرحلات المستقبلية |

## أشهر الوجهات
| الرتبة | المدينة                    | الركاب  | الناقل    |
| ------ | -------------------------- | ------- | --------- |
| 1      | مطار هارتسفيلد جاكسون      | 183,100 | دلتا      |
| 2      | مطار شارلوت دوغلاس الدولي  | 88,160  | الأمريكية |
| 3      | مطار دالاس فورت ورث الدولي | 5,990   | الأمريكية |
| 4      | مطار فيلادلفيا الدولي      | 4,140   | الأمريكية |

## وصلات خارجية
الموقع الإلكتروني